# Ferdinand Löwe
Ferdinand Löwe est un chef d'orchestre autrichien, né le 19 février 1865 à Vienne et mort le 6 janvier 1925.

## Biographie
Löwe commence sa carrière comme chef de l'Orchestre philharmonique de Munich à partir de 1896, l'année même de la mort de Bruckner dont il a été l'élève et l'ami. En 1900, il fonde le Wiener Concertvereinsorchester, devenu en 1933 l'Orchestre symphonique de Vienne, et devient professeur au conservatoire de la capitale autrichienne. Il dirige également l'Académie de Musique de Vienne de 1918 à 1922.
En tant qu'élève et proche de Bruckner, il joue un rôle important pour faire connaître les œuvres du maître, en estimant parfois nécessaire, avec d'autres comme Franz Schalk, de pousser Bruckner à y apporter des retouches. Dans le cas de la Neuvième symphonie, Löwe qui en dirige en 1903 la création, apporte de lui-même à la partition des modifications et des altérations très importantes touchant à l'harmonie, l'orchestration et la dynamique, faisant même éditer sa version en 1906. Il faut attendre 1932 pour que la version originale soit enfin créée, sous la direction de Siegmund von Hausegger, et publiée par Orel.